# E.T.A. Hoffmann-Haus
Het  E.T.A. Hoffmann-Haus is een museum in Bamberg in de Duitse deelstaat Beieren. Het is gewijd aan het werk en leven van de schrijver, componist en tekenaar Ernst Theodor Amadeus Hoffmann (1776-1822).

## Geschiedenis
Hoffmann bracht rond vijf jaar van zijn leven door in Bamberg, van 1 september 1808 tot 21 april 1813. Op 1 mei 1809 betrok hij de beide bovenste verdiepingen aan de Zinkenwörth 50 (tegenwoordig Schillerplatz 26).

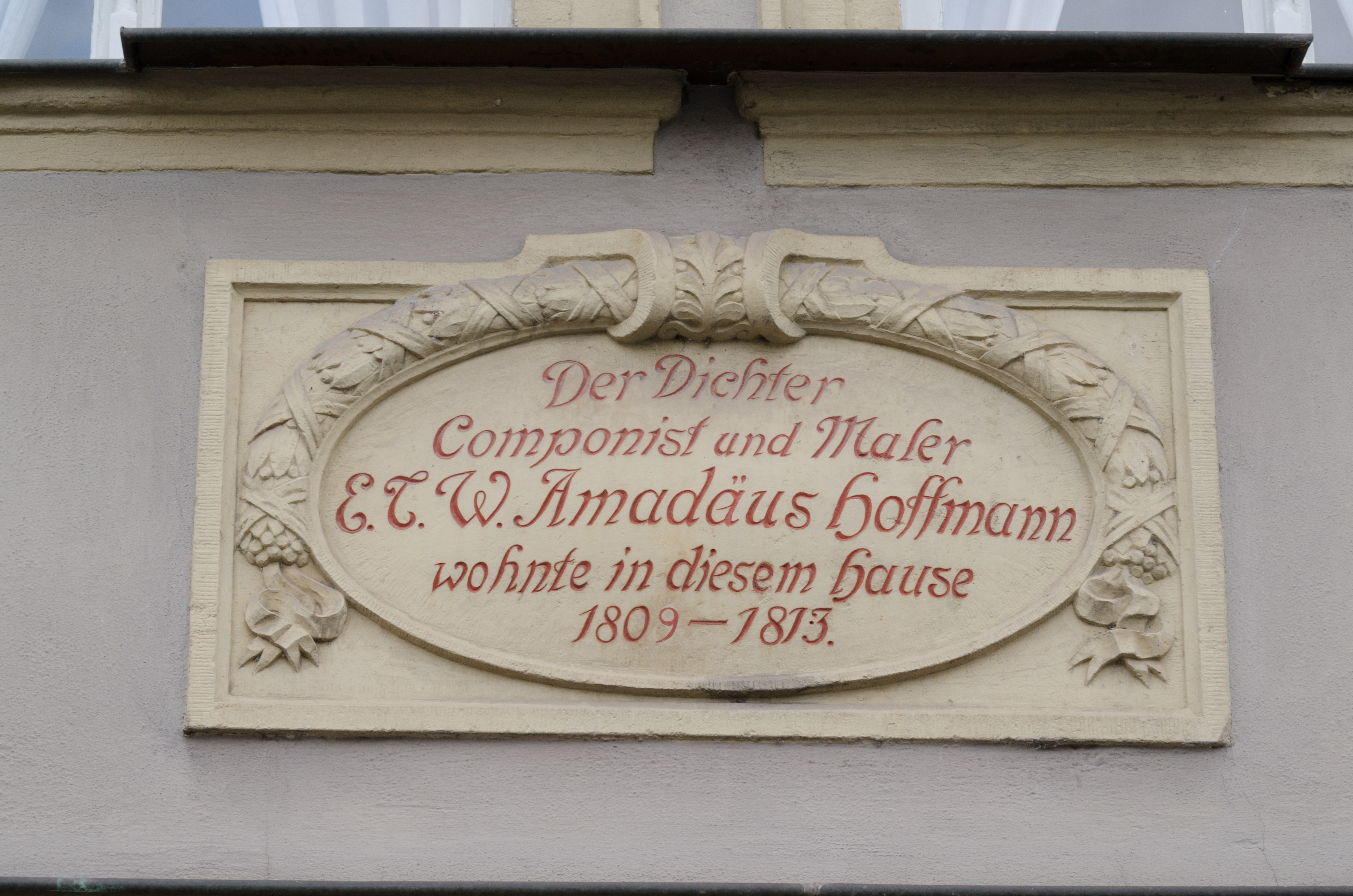
Plaquette uit 1908

Honderd jaar later werd hier een plaquette aangebracht en op 6 april 1930 een museum geopend. Dat gebeurde toen nog door een aantal Hoffmann-liefhebbers. De daadwerkelijke oprichting van de officiële Hoffmann-vereniging vond plaats tijdens een cultuurweek van de Gouw in Bamberg, op 14 juni 1938.
De oprichter van het museum, de psycholoog en uitgever Wilhelm Ament, bracht zijn eigen verzameling in het museum onder. Hieronder bevonden zich eerste en andere uitgaven en literatuur, zijn werk, handschriften, grafieken en foto's. Deze werden in 1958 en 1961 toevertrouwd aan de staatsbibliotheek van Bamberg.
Het museum besloeg aanvankelijk alleen de bovenste verdieping en twee jaar kwam er ook de verdieping eronder bij. De rest van het pand werd er later pas aan toegevoegd, waardoor het museum tegenwoordig het gehele, slechts 3,5m brede pand in beslag neemt.

## Concept
Het was aanvankelijk de bedoeling om het museum in te richten naar de tijd van Hoffmann. Hiervoor waren er echter te weinig stukken aanwezig, waardoor er niet-authentieke stukken zijn gebruikt en er daarnaast gebruik wordt gemaakt van de verbeeldingskracht van de bezoeker.
Het spiegelkabinet en een anamorfose beelden zijn veelzijdige persoonlijkheid uit. De tuin is ingericht als een zogenaamde Tovertuin uit zijn novelle De gouden vaas. Ook dienden allerlei andere boeken van hem als inspiratie, zoals de waarheidsmicroscoop uit Meister Floh en het papiertheater in de trapnissen uit De notenkraker en de muizenkoning.
Er staat een interactieve muziekcommode waarmee naar zijn muziek geluisterd kan worden. Er staan twee historische fortepiano's. Een ervan staat in een kleine concertkamer waar ook lezingen worden gehouden.